# VietJet Air
A VietJet Air é uma companhia aérea vietnamita de baixo custo, que opera voos nacionais e internacionais, além de voos charter. A sua base de operações é o Aeroporto Internacional Noi Bai em Hanoi.

## Frota

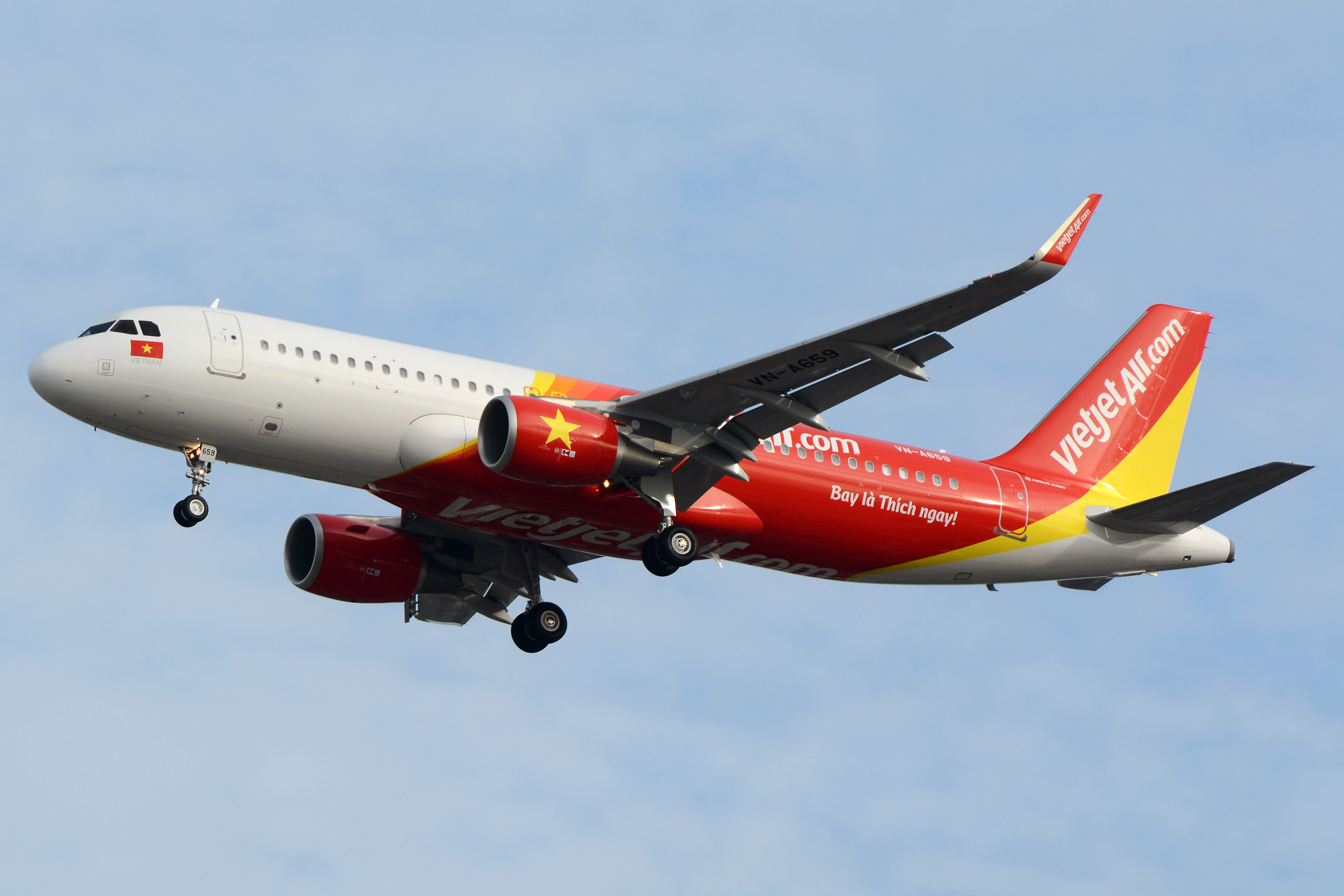
Airbus A320 do VietJet Air na Aeroporto Internacional Tan Son Nhat.

- 18 Airbus A320-200.
- 39 Airbus A321-200
- 17 Airbus A321neo